# Vuelta a Andalucía 1991
La 37ª edición de la Vuelta a Andalucía se disputó entre el 5 y el 10 de febrero de 1991 con un recorrido de 1040,30 km dividido en 6 etapas, con inicio en Chiclana de la Frontera y final en Granada. 
El vencedor, el español Roberto Lezaun, cubrió la prueba a una velocidad media de 43,242 km/h. Los también españoles Melchor Mauri y Antonio Esparza se hicieron respectivamente con las clasificaciones de la regularidad y de las metas volantes, mientras que el colombiano Alberto Camargo se hizo con la clasificación de la montaña.

## Etapas
| Etapa | Fecha         | Recorrido                                         | Km    | Ganador de la etapa  |
| 1ª    | 5 de febrero  | Chiclana de la Frontera - Chiclana de la Frontera | 189,0 | José Luis Villanueva |
| 2ª    | 6 de febrero  | San Fernando - Dos Hermanas                       | 174,8 | Johan Museeuw        |
| 3ª    | 7 de febrero  | Brenes - Córdoba                                  | 167,2 | Melchor Mauri        |
| 4ª    | 8 de febrero  | Lucena - Benalmádena                              | 183,3 | Peter Hilse          |
| 5ª    | 9 de febrero  | Motril - Jaén                                     | 199,9 | Johan Museeuw        |
| 6ª    | 10 de febrero | Torredonjimeno - Granada                          | 133,0 | Melchor Mauri        |